# Russ Yeast
Craig Russell Yeast II (Danville, 8 maggio 1998) è un giocatore di football americano statunitense che milita nel ruolo di safety per i Los Angeles Rams della National Football League (NFL).

## Carriera

### Los Angeles Rams
Al college Yeast giocò a football all'Università di Louisville (2017-2020) e a Kansas State (2021). Fu scelto nel corso del settimo giro (253º assoluto) del Draft NFL 2022 dai Los Angeles Rams. Nella sua stagione da rookie disputò 15 partite, una delle quali come titolare, mettendo a segno 20 tackle.